# Asen Pešev
Asen Pešev (bulharsky Асен Пешев; 5. dubna 1908 Sofia – 28. června 1967 tamtéž) byl bulharský fotbalový útočník a reprezentant. V bulharské reprezentaci tvořil sehranou dvojici s Asenem Pančevem.

## Hráčská kariéra
S fotbalem začínal v sofijském klubu Vladislav roku 1923, v roce 1924 se přesunul do Levski, kde vydržel – s výjimkou brněnských angažmá – až do roku 1940, kdy se vrátil do klubu Vladislav Sofia.
V roce 1931 se stal prvním vítězem ankety časopisu Sport o nejlepšího bulharského fotbalistu roku (1931–1959 pouze 9 ročníků, pravidelně až od 1961).
Jeho nejlepší sezonou byla 1932/33, v níž se stal s 27 góly nejlepším střelcem bulharského mistrovství, přičemž 10 z nich dosáhl na závěrečném turnaji. V této sezoně nastoupil ke 13 utkáním ze 17, která Levski odehrálo, čtyřikrát zaznamenal hattrick a slavil svůj první mistrovský titul.
Roku 1934 odešel studovat zeměměřičství do Brna, kde nastoupil v nejvyšší soutěži jednou za SK Židenice a čtyřikrát za SK Moravská Slavia Brno.
Měl vytříbenou techniku, cit pro kombinaci, vrozený instinkt na výběr místa a tvrdou střelu, zejména levou nohou. Nejčastěji nastupoval jako útočník, hrál však i na levém křídle či levé spojce. Proslul svým uměním skórovat přímo z voleje, čímž si vysloužil přezdívku „Král volejů“ (Carjat na voletata).
V ročníku 1936/37 se stal s Levski podruhé mistrem Bulharska. Dařilo se mu zejména proti Slavii Sofia, tehdejšímu největšímu rivalovi Levski. Při různých příležitostech vstřelil tomuto soupeři 23 branek ve 23 utkáních. Celkem nastoupil k 99 utkáním bulharské nejvyšší soutěže, vstřelil 86 branek (vše za Levski).

### Reprezentace
V bulharském národním týmu nastoupil v letech 1927 – 1936 ke 42 utkáním (v 18 z nich jako kapitán), dal 12 reprezentačních branek. Jiné zdroje uvádí 41 utkání a 11 gólů, nebo 41 utkání a 10 golů.
Debut: 17. července 1927 v Sofii proti Turecku (nerozhodně 3:3)
Premiérový gól: 12. října 1930 v Sofii do sítě Rumunska (výhra 5:3)
Poslední gól: 20. října 1935 v Lipsku do sítě Německa (prohra 2:4)
Derniéra: 24. května 1936 v Bukurešti proti Rumunsku (prohra 1:4)

### Život podruhé světové válce
Po zrušení carství byl vyloučen z tělovýchovy a sportu z důvodu jeho meziválečného profesionalismu v Československu, který byl komunistům trnem v oku. Až do konce života se věnoval své profesi a pracoval jako projektant v podniku Agrolesproekt, později v podniku Geoplanproekt.

### Prvoligová bilance
| Ročník             | Zápasy | Góly | Minuty | Klub                    |
| ------------------ | ------ | ---- | ------ | ----------------------- |
| I. liga 1933/34    | 1      | 0    | 90     | SK Židenice             |
| I. liga 1936/37    | 4      | 0    | 360    | SK Moravská Slavia Brno |
| CELKEM I. ČS. LIGA | 5      | 0    | 450    |                         |